# Sant Esteve de Briolf
Sant Esteve de Briolf és una església del despoblat de Briolf. A la riba esquerra del Ser, aigua amunt de Serinyà, en la part septentrional del terme de Sant Miquel de Campmajor (Pla de l'Estany), hi ha el despoblat de Brió o Briolf.
El 2021 el bisbat de Girona va cedir la propietat de l'ermita al municipi de Sant Miquel de Campmajor per no tenir els recursos necessaris per a la seva reconstrucció i manteniment.